# رابرت کوگان
رابرت کوگان (انگلیسی: Robert Coogan؛ ۱۳ دسامبر ۱۹۲۴ – ۱۲ مهٔ ۱۹۷۸) بازیگر اهل ایالات متحده آمریکا بود.
از فیلم‌ها یا برنامه‌های تلویزیونی که وی در آن نقش داشته است می‌توان به اسکیپی اشاره کرد.